# 张道一 (翻译家)
张道一（1926年12月20日—），白族，云南鹤庆人，中国翻译家。原北京第二外国语学院院长。

## 生平
张道一早年曾就读于云南大学附属中学。1943年考入国立西南联合大学外文系。1947年毕业于北京大学西语系。此后考入北京大学文科研究所从事英国文学研究，师从朱光潜、燕卜荪。中华人民共和国成立后，张道一任职于中共北京市委宣传部，历任干事、组长、办公室副主任、处长、《支部生活》总编辑等职。1959年调任彭真同志办公室秘书。文化大革命期间曾被批斗。文革结束后，他于1977年出任北京化工二厂党委副书记。1987年，任北京语言学院党委副书记、副院长。1983年，出任北京第二外国语学院院长。1989年起离休。
张道一主要译著包括《麦格雷警长的圣诞节》、《宝贝》、《一桩惨案》、《蓝舞鞋》、《华盛顿是如何工作的》、《“太空步”——迈克尔·杰克逊自传》等。2023年，获中国翻译协会颁发的“翻译文化终身成就奖”。